# Herpetogramma junctalis
Herpetogramma junctalis is een vlinder uit de familie van de grasmotten (Crambidae), uit de onderfamilie van de Spilomelinae. De wetenschappelijke naam van deze soort is voor het eerst gepubliceerd in 1910 door Harrison Gray Dyar Jr..
De spanwijdte bedraagt 32 milliemter.
De soort komt voor in Mexico (Orizaba).